# Telipogon sanchezii
Telipogon sanchezii là một loài thực vật có hoa trong họ Lan. Loài này được Dodson & Hirtz mô tả khoa học đầu tiên năm 2004.